# Onkijärvi (Gällivare socken, Lappland, 742125-172732)
Onkijärvi är en sjö i Gällivare kommun i Lappland och ingår i Råneälvens huvudavrinningsområde.